# Аск и Эмбла

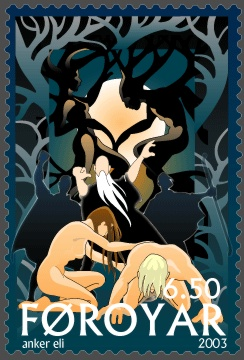
Аск и Эмбла на почтовой марке Фарерских островов

Аск и Эмбла (др.-сканд. Askr ok Embla, «ясень» и «ива»), в скандинавской мифологии первые люди, которых ещё в виде древесных прообразов, бездыханных и «лишённых судьбы», нашли на берегу моря боги (в «Старшей Эдде» — в песне «Прорицание вёльвы» — это три аса — Один (дал душу), Лодур (дал чувства), Хёнир (дал разум), а в «Младшей Эдде» — «сыны Бора», то есть Один, Вили и Ве). В «Младшей Эдде» Снорри Стурлусона вместо Хёнира и Лодура с Одином путешествуют Вили и Ве. На морском берегу они встречают не людей, а два дерева, из которых создают две «заготовки». Асы наделяют их формой, которая присуща людскому роду с тех пор, потом вдыхают в них жизнь, дают им «движение и разум», а затем восприятие — речь, слух и зрение. Далее люди получают одежду и имена — Аск и Эмбла. Они селятся в Мидгарде и дают начало человеческому роду.